# Classe Jin
La classe Jin o Tipo 094  (nome in codice NATO: Jin) è una classe di sottomarini lanciamissili balistici di fabbricazione cinese progettata negli anni novanta ed in servizio nei ranghi della Marina dell'Esercito Popolare di Liberazione cinese a partire dal 2007.
Progettati per proiettare la potenza nucleare cinese lontano dalle coste nazionali e per missioni di rappresaglia nucleare, costituiscono la componente navale della triade nucleare cinese.
Prodotti in più tranche e successori del sottomarino classe Xia, l'ultima versione in ordine cronologico è la Tipo 094A.
Al 2022 la classe Jin conta 6 esemplari in servizio attivo.

## Progettazione
Si conoscono relativamente pochi dettagli tecnici sulla classe Jin, principalmente frutto di analisi satellitari indirette. La progettazione della classe sembra abbia avuto inizio nei primi anni 1980, per correggere i numerosi difetti riscontrati con l'unico esemplare della classe Xia varato; speculazioni non confermate asseriscono che la Russia abbia fornito assistenza ai cinesi per la progettazione della classe. Il primo dei Jin venne impostato nel 1999, venne varato nel 2004 e sembra sia divenuto pienamente operativo nel 2010; un secondo esemplare fu varato nel 2007 e, al 2018, quattro unità risultano completate e in servizio e altre due prossime al completamento.
Il numero esatto di Jin realizzati non è del tutto chiaro, visto che i cinesi non utilizzano numeri identificativi sulle singole unità e che le immagini satellitari delle basi navali sono di regola censurate. Almeno una delle unità presenta alcune modifiche alla "vela" che la fanno classificare come una sottoclasse del modello principale (Tipo 094A).

## Caratteristiche
Esteriormente, i Jin appaiono come una versione ingrandita del precedente Xia; le unità incorporano poi varie soluzioni tecniche già adottate per i sottomarini nucleari d'attacco della classe Shang. Lo scafo appare lungo 133 o 135 metri, per un dislocamento in emersione di circa 8.000 tonnellate che sale a 9.000 tonnellate in immersione (11.000 secondo alcune fonti). La propulsione è garantita da un reattore nucleare azionante un albero motore; la velocità dovrebbe superare i 20 nodi.
Subito dietro la "vela" del sottomarino si alza una grossa carenatura dorsale che ospita dodici pozzi di lancio verticali per altrettanti SLBM tipo JL-2. Questo missile, entrato in servizio nel 2015, è capace di una gittata massima compresa tra i 7.400 e gli 8.000 chilometri, e può trasportare o una singola testa nucleare di potenza compresa tra i 250 e i 1.000 chilotoni, oppure tre o quattro testate nucleari indipendenti da 90 chilotoni ciascuna. Come armamento difensivo, sono invece disponibili sei tubi lanciasiluri da 533 mm fissi a prua.
Il valore bellico dei Jin è oggetto di disputa. La loro natura di sottomarini lanciamissili balistici li rende perfette armi per un eventuale "secondo colpo nucleare", aumentando la credibilità del deterrente nucleare cinese. Queste unità sono normalmente dispiegate nel Mar Cinese Meridionale, dove possono essere protette dal resto della flotta cinese, ma per poter lanciare contro i principali centri degli Stati Uniti continentali (il bersaglio più ovvio) i Jin dovrebbero portarsi a oriente dell'arcipelago giapponese o a sud della Kamčatka, piuttosto vicino alle difese anti-sottomarino statunitensi. La capacità di sopravvivenza dei Jin in queste condizioni è stimata come piuttosto bassa: la "rumorosità" dei battelli e la loro rilevabilità dai sonar è considerata pari a quella delle unità classe Delta III di epoca sovietica, risalenti alla metà degli anni 1970, e di gran lunga superiore a quella delle contemporanee unità occidentali. Nondimeno, la produzione non è stata interrotta e anzi sono confermati ulteriori esemplari, il primo dei quali avrebbe effettuato una crociera di pattugliamento di 95 giorni, anche se non è noto se con o senza missili a bordo. Pertanto, il loro uso verrebbe limitato alla prima catena di isole con mari poco profondi, dove il livello di rumorosità non è molto influente o a porzioni di mare ristrette (bastion) facilmente difendibili.

## Unità
| #         | Nome          | Costruttore                           | Entrata in servizio | Status   |
| Tipo 094  | Tipo 094      | Tipo 094                              | Tipo 094            | Tipo 094 |
| --------- | ------------- | ------------------------------------- | ------------------- | -------- |
| 1         | Changzheng 9  | Bohai Shipbuilding Heavy Industry Co. | 2007                | Attivo   |
| 2         | Changzheng 11 | Bohai Shipbuilding Heavy Industry Co. | 2009                | Attivo   |
| Tipo 094A |               |                                       |                     |          |
| 3         | Changzheng 10 | Bohai Shipbuilding Heavy Industry Co. | 2011                | Attivo   |
| 4         | Changzheng 12 | Bohai Shipbuilding Heavy Industry Co. | 2014                | Attivo   |
| 5         | Changzheng 17 | Bohai Shipbuilding Heavy Industry Co. | 2019                | Attivo   |
| 6         | Changzheng 18 | Bohai Shipbuilding Heavy Industry Co. | 23 aprile 2021      | Attivo   |